# Benito Juárez, Tlaxcala
Benito Juárez là một đô thị thuộc bang Tlaxcala, México. Năm 2005, dân số của đô thị này là 5157 người.